# Witali Alexandrowitsch Kowalenko
Witali Alexandrowitsch Kowalenko (russisch Виталий Александрович Коваленко; * 17. März 1934 in Moskau, Sowjetunion) ist ein ehemaliger russischer Volleyballspieler.

## Karriere
Kowalenko begann seine Volleyballkarriere in der Sowjetunion und spielte ab 1955 für den Armeesportklub ZSKA Moskau, dem er bis 1966 angehörte. Mit ZSKA gewann er acht sowjetische Meistertitel in den Jahren 1955, 1958, 1960, 1961, 1962, 1963, 1965 und 1966. Außerdem siegte er mit dem Team 1960 und 1962 im Europapokal der Landesmeister.
Zwischen 1960 und 1966 war Kowalenko Mitglied der sowjetischen Nationalmannschaft. Bei den Olympischen Sommerspielen 1964 in Tokio gewann er mit der Mannschaft die Goldmedaille. Zudem wurde er 1960 und 1962 Weltmeister. Bei der Europameisterschaft 1963 gewann er mit dem Team die Bronzemedaille.
Neben dem Sport absolvierte Kowalenko ein Studium am Moskauer Ingenieur- und Bautechnikinstitut, das er 1956 abschloss. 1973 promovierte er zum Doktor der technischen Wissenschaften. Später war er an verschiedenen Hochschulen in leitender Position tätig. Von 1989 bis 2002 leitete er die Abteilung für Körperkultur an der Moskauer Staatlichen Universität für Bauwesen. Ab 2002 war er Prorektor an der Russischen Staatlichen Universität für Körperkultur, Sport und Tourismus. Zudem war er auch sportpolitisch aktiv: Von 1976 bis 1980 war er stellvertretender Vorsitzender des sowjetischen Volleyballverbandes, von 1981 bis 1983 leitete er den Moskauer Volleyballverband.
Für seine sportlichen und beruflichen Leistungen erhielt Kowalenko zahlreiche Auszeichnungen. 1962 wurde ihm der Titel Verdienter Meister des Sports der UdSSR verliehen. Weitere Ehrungen folgten, darunter das Zeichen der Ehre, die Auszeichnung als Verdienter Arbeiter der physischen Kultur Russlands im Jahr 1998 sowie der Verdienstorden für das Vaterland der dritten Klasse. Ebenfalls 1998 wurde er mit dem Ehrenzeichen des Russischen Olympischen Komitees ausgezeichnet. Die Russische Volleyballföderation ehrte ihn 2004 und 2013 für seine Verdienste um den Sport.